# L'Anarchisme : de la doctrine à l'action
L'Anarchisme : de la doctrine à l'action est un essai politique de Daniel Guérin publié en 1965 aux Éditions Gallimard.

## Argument
L'ouvrage est considéré comme une introduction aux idées anarchistes et à l'histoire du mouvement libertaire.
Dans sa préface à l'édition américaine, Noam Chomsky le décrit comme une tentative « d'extraire de l'histoire de la pensée libertaire une tradition vivante et évolutive ».

### Plan
I. Les idées-forces de l'anarchisme - Questions de vocabulaire ; Une révolte viscérale ; L'horreur de l'État ; Sus à la démocratie bourgeoise ; Critique du socialisme "autoritaire" ; Les sources d'énergie : l'individu, les masses.
II. À la recherche de la société future - L'anarchisme n'est pas utopique ; Nécessité de l'organisation ; L'autogestion ; Les bases de l'échange ; La concurrence ; Unité et planification ; Socialisation intégrale ? ; Syndicalisme ouvrier ; Les communes ; Un mot litigieux : l'État ; Comment gérer les services publics ? ; Fédéralisme ; Internationalisme ; Décolonisation.
III. L'anarchisme dans la pratique révolutionnaire - De 1880 à 1914 (L'anarchisme s'isole du mouvement ouvrier ; Les social-démocrates vitupèrent les anarchistes ; Les anarchistes dans les syndicats) ; L'anarchisme dans la Révolution russe (Une révolution libertaire ; Une révolution "autoritaire" ; Le rôle des anarchistes ; La makhnovtchina ; Cronstadt ; L'anarchisme mort et vivant) ; L'anarchisme dans les conseils d'usine italiens ; L'anarchisme dans la Révolution espagnole (Le mirage soviétique ; La tradition anarchiste en Espagne ; Bagage doctrinal ; Une révolution "apolitique" ; Les anarchistes au gouvernement ; Les succès de l'autogestion ; l'autogestion sapée).

### Éditions
L'ouvrage est traduit en plusieurs langues  et régulièrement réédité en français :
- Anarchismus, Begriff und Praxis, Frankfurt a.M., Suhrkamp, 1967[4].
- L'anarchismo : dalla dottrina all'azione, Rome, Samonà e Savelli, 1969[5].
- Anarchism from theory to practice, avec une préface de Noam Chomsky, trad. Mary Klopper, New York, Monthly Review Press, 1970, (OCLC 934975731).
- Anarhizam: od doktrine do akcije, Zagreb, Naprijed, 1980[6].
- El anarquismo, Buenos Aires, Utopia Libertaria, 2008, (OCLC 970514058).